# Estany (element)
L'estany és l'element químic de símbol Sn i nombre atòmic 50. Està situat en el grup 14 de la taula periòdica dels elements i el seu símbol ve del llatí stannum, i presenta característiques químiques similars a les dels seus veïns del grup 14, el germani i el plom, com per exemple els dos possibles estats d'oxidació, +2 i +4. És el 49è element més abundant a la natura i amb 10 isòtops estables és l'element amb el nombre més elevat de tota la taula periòdica. S'obté principalment del mineral cassiterita on és present en forma de diòxid d'estany (SnO₂).
Aquest metall platejat és mal·leable i no s'oxida fàcilment amb l'aire. Per això, s'utilitza per a recobrir altres metalls protegint-los de la corrosió. Un aliatge d'estany i coure, el bronze va ser el primer aliatge utilitzat a gran escala des del 3000 aC. L'estany metàl·lic pur es va produir a partir de l'any 600 aC. El peltre, un aliatge amb un contingut d'estany del 85% al 90% acompanyat de coure, antimoni i plom, va ser utilitzat per fabricar coberts des de l'edat del bronze fins al segle xx. En els temps moderns l'estany s'utilitza en molts aliatges, un dels més destacats ha estat el de plom/estany destinat a la soldadura amb un 60% o més d'estany, però que va ser prohibit a la Unió Europea, a causa de la toxicitat del plom, en entrar en vigor la directiva 2002/95/EC el primer de juliol del 2006. Una altra gran aplicació és l'estanyat de l'acer dolç per preservar-lo de la corrosió que s'utilitza principalment per a la fabricació de pots per a conserves, les llaunes, també es pot utilitzar el coure estanyat per a fer aquest tipus de pot, però no és el més habitual.

## Característiques

### Propietats físiques
És un metall platejat, mal·leable, dúctil, no s'oxida fàcilment en aire i és resistent a la corrosió. Cristal·litza seguint un sistema tetragonal i en doblegar una barra d'estany es pot sentir un soroll característic produït per la fricció dels cristalls que és conegut com a crit de l'estany.
L'estany es presenta habitualment en dues formes al·lòtropes, l'estany β, que és la forma metàl·lica mal·leable, i l'estany α, que és una forma no-metàl·lica molt fràgil. L'estany β existeix a la natura a temperatura ambient i la seva estructura cristal·lina està formada per tetraedres, mentre que l'estany α es forma quan es refreda per sota de 13,2 °C i presenta una estructura cristal·lina basada en cubs de manera similar al diamant, el silici o el germani. L'estany α és una pols opaca de color gris que no presenta cap propietat metàl·lica i només s'utilitza en el camp dels semiconductors. Habitualment aquestes dues formes es coneixen com a estany blanc (β) i estany gris (α). Però a més d'aquestes dues formes més habituals hi ha dos al·lòtrops més, anomenades estany γ i estany σ, que existeixen en condicions d'alta temperatura, per sobre de 161 °C, i pressió, per sobre de diversos al gigapascals.
Encara que la temperatura de transformació de l'estany β en estany α és nominalment 13,2 °C, la presència d'impureses, com per exemple d'alumini o zinc, fan que la temperatura de transició se situï molt per sota de 0 °C. A més si s'afegeix antimoni o bismut la transformació no es produeix mai amb el que s'augmenta la durabilitat de l'estany. Aquesta conversió espontània de l'estany β en estany α a causa de la disminució de la temperatura és coneguda des d'antic com a pesta de l'estany. Durant el segle xviii va ser un problema que afectava els tubs dels orgues a l'Europa del Nord durant els freds hiverns. També es diu que aquest problema va contribuir a la derrota de la Grande Armée de Napoleó durant la campanya russa del 1812 en afectar els botons d'estany dels seus soldats. Tanmateix aquesta afirmació és discutible atès que la transformació de l'estany necessita força temps.
L'estany comercial (99,8%) són resistents a la transformació vers l'estany α gràcies a l'efecte inhibidor de petites quantitats de bismut, antimoni, plom i plata que s'afegeixen com a impureses. L'aliatge amb el coure, l'antimoni, el bismut, el cadmi o la plata fan augmentar la seva duresa. L'estany presenta una tendència a passar a la fase fràgil intermetàl·lica, habitualment indesitjada. En general no forma un gran nombre de solucions sòlides amb altres metalls, i hi ha pocs elements que tinguin una solubilitat sòlida apreciable en estany. Es produeix una mescla eutèctica amb el bismut, el gal·li, el plom, el tal·li i el zinc.

### Propietats químiques
L'estany és resistent a la corrosió de l'aigua destil·lada, l'aigua marina i l'aigua de l'aixeta, però pot ser atacat per àcids, alcalins i sals àcides fortes. L'estany pot ser polit i s'utilitza com a capa de protecció per a altres metalls a fi d'evitar la corrosió o d'altres accions químiques. Aquesta capa d'òxid es forma en peltre i altres aliatges d'estany. L'estany actua com un catalitzador quan l'oxigen és en solució accelerant l'atac químic.

### Isòtops
L'estany és l'element amb el nombre més gran d'isòtops estables (deu), amb un nombre màssic compres entre 112 i 124 amb les excepcions dels nombres 113, 121 i 123. Entre els isòtops estables els més abundants són el 120Sn (gairebé la tercera part de l'estany), 118Sn, i 116Sn, mentre que el menys comú és el 115Sn. A més, es coneixen 28 isòtops inestables de l'element. Els isòtops amb un nombre màssic parell no tenen espín mentre que els que el tenen imparell presenten un espín de +1/2. L'estany, amb els seus tres isòtops més habituals, 115Sn, 117Sn i 119Sn, està entre els elements més fàcilment detectables i analitzables per espectroscòpia via ressonància magnètica nuclear, i el seu desplaçament químic es referencia contra SnMe₄.
Es pensa que aquest gran nombre d'isòtops estables és una conseqüència directa del fet que l'estany tingui un nombre atòmic igual a 50, que és un "nombre màgic" de la física nuclear. Addicionalment hi ha 28 isòtops inestables coneguts, amb masses atòmiques entre 99 i 137. A part del 126Sn, que té un període de semidesintegració de 230.000 anys, tots els isòtops radioactius tenen un període de semidesintegració de menys d'un any. L'any 1994 es va descobrir que el 100Sn és un dels pocs núclids que tenen un nucli doblement màgic. Uns altres 30 isòmers metaestables han estat caracteritzats per isòtops entre 111 i 131, el més estable és el 121MSn, amb un període de semidesintegració de 43,9 anys.

## Compostos i química
En la gran majoria dels seus compostos, l'estany té l'estat d'oxidació II, cap o IV.

### Compostos inorgànics
Els compostos d'halurs es coneixen pels dos estats d'oxidació. Pel Sn(IV), tots els quatre halurs són ben coneguts: SnF₄, SnCl₄, SnBr₄ i SnI₄. Els tres membres més pesants són compostos moleculars volàtils, mentre que el tetrafluorur és polimèric. També es coneixen tots quatre halurs pel Sn(II): SnF₂, SnCl₂, SnBr₂ i SnI₂. Tots aquests són sòlids polimèrics. D'aquests vuit compostos, tan sols els iodurs tenen coloració.
El clorur d'estany(II) és l'halur d'estany més important en sentit comercial. El clor reacciona amb el metall d'estany per donar SnCl₄, mentre que la reacció d'àcid hidroclòric i estany dona SnCl₂ i hidrogen gas. Alternativament, el SnCl₄ i el Sn es combinen per formar clorur d'estany(II) mitjançant un procés anomenat comproporcionació:
SnCl₄ + Sn → 2 SnCl₂
L'estany pot formar molts òxids, sulfurs i altres derivats calcogenurs. El diòxid SnO₂ es forma quan s'escalfa l'estany en presència d'aire. El SnO₂ és amfòter, la qual cosa significa que es dissol tant en solucions àcides com bàsiques. També hi ha estanyats amb l'estructura [Sn(OH)₆]2−, com el K₂[Sn(OH)₆], tot i que l'àcid estànnic H₂[Sn(OH)₆] és desconegut. Els sulfurs d'estany existeixen en els estats d'oxidació +2 i +4: sulfur d'estany(II) i sulfur d'estany(IV).

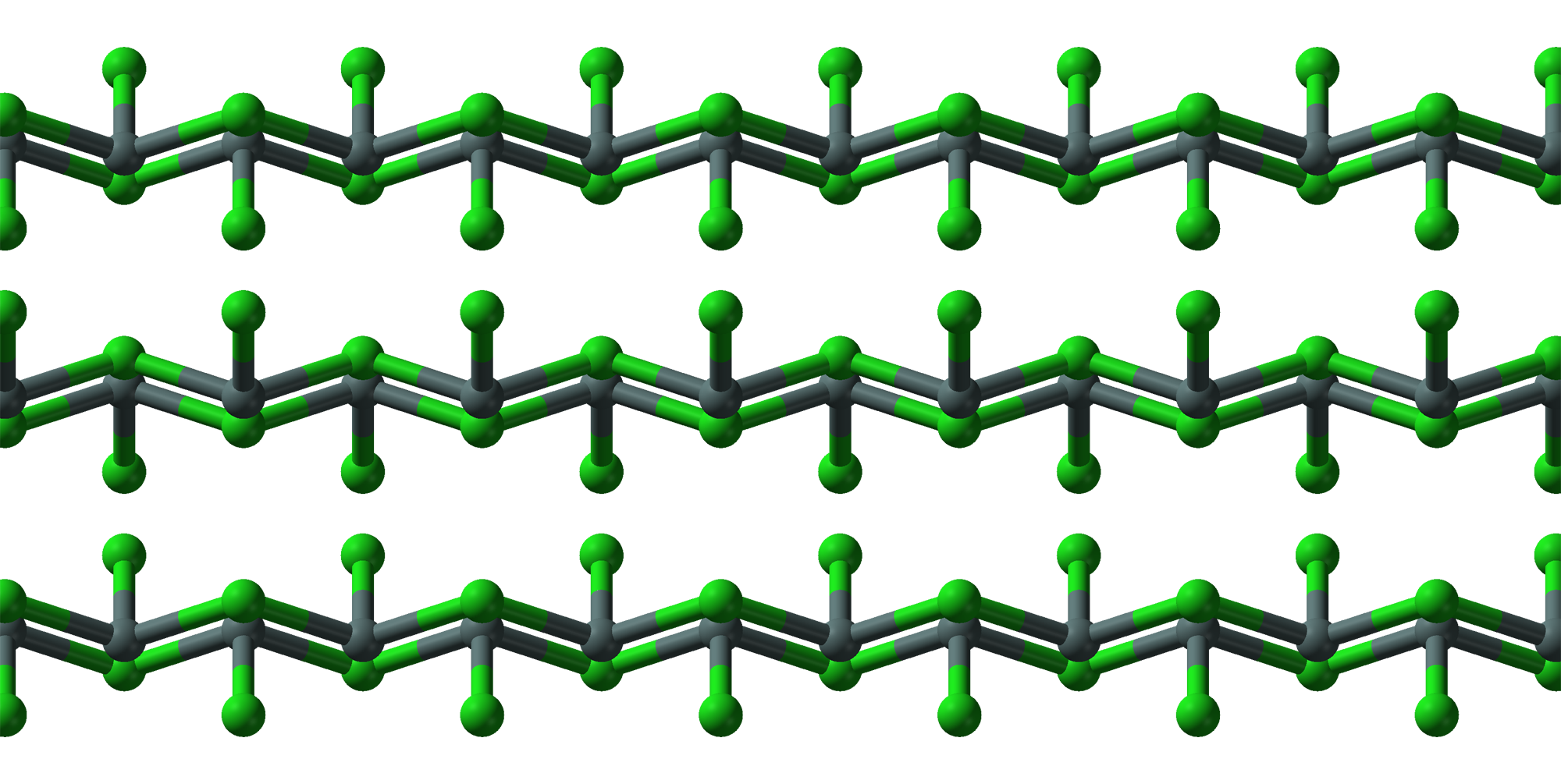
Models de barres i boles de l'estructura del clorur d'estany (II) sòlid (SnCl₂).

### Hidrurs
L'hidrur d'estany (SnH₄), en el qual l'estany es troba en l'estat d'oxidació +4, és inestable. Els hidrurs d'organoestany són tanmateix ben coneguts, per exemple l'hidrur de tributilestany (Sn(C₄H9)₃H). Aquests compostos alliberen radicals tributil d'estany transitoris, rars exemples de compostos d'estany (III).

### Compostos d'organoestany
Els compostos d'organoestany són compostos químics amb enllaços d'estany-carboni. De tots els compostos de l'estany, els derivats orgànics són els més útils comercialment. Alguns compostos d'organoestany són altament tòxics i han estat utilitzats com a biocides. El primer compost d'organoestany definit fou el diiodur de dietilestany ((C₂H₅)₂SnI₂) per Edward Frankland el 1849.
La majoria de compostos d'organoestany són líquids incolors o sòlids estables en aire i aigua. Adopten una geometria tetraèdrica. Els compostos tetraalquil- i tetraarilestany es poden preparar utilitzant reactius de Grignard:
SnCl
4 + 4 RMgBr → R
4Sn + 4 MgBrCl
Els halurs-alquils barrejats que són molt més comuns i comercialment més importants que els derivats tetraorgànics, es preparen amb reaccions de redistribució:
SnCl
4 + R
4Sn → 2 SnCl₂R₂
Els compostos d'organoestany divalents no són comuns, tot i que ho són més que els compostos d'organogermani i organosilici divalents relacionats. L'estabilització major del Sn(II) s'atribueix al que es coneix com a «efecte del parell inert». Els compostos d'organoestany (II) inclouen tant els R₂Sn com els R₄Sn₂, que són gairebé equivalents als alquens. Els dos tipus presenten reaccions poc usuals.

## Obtenció

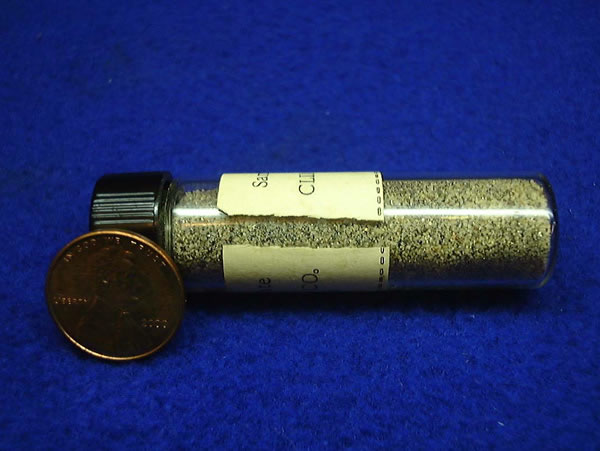
Mena d'estany

L'estany no es troba en estat pur a la natura. Cal extreure'l dels compostos dels quals forma part, habitualment cassiterita (SnO₂), l'única font comercialment important d'estany, tot i que també es poden obtenir petites quantitats a partir de sulfurs com l'estannita, la cilindrita, o la franckeïta. Els minerals que contenen estany es troben gairebé sempre associats a les roques granítiques, que quant contenen el mineral tenen al voltant d'un 1% d'òxid d'estany.
La major part de la producció d'estany, un 80%, procedeix de l'explotació de dipòsits secundaris, dipositats en el passat a les valls o al mar. El gener del 2008 s'estimaven unes reserves econòmicament explotables de 6.1 milions de tones, amb unes reserves totals d'uns 11 milions de tones.
S'estima que amb la tecnologia i el ritme actual de consum les reserves explotables d'estany s'esgotaran en 40 anys. Tot i que hi ha previsions més pessimistes com les de Lester Brown que ha suggerit que amb un increment del 2% anual de les extraccions només hi ha reserves per a 20 anys d'explotació minera. L'estimació de les reserves d'estany ha variat al llarg de la història en funció de la dinàmica de les possibilitats econòmiques i el desenvolupament de la tecnologia minera:
| 1965 | 4.265 |
| 1970 | 3.930 |
| 1975 | 9.060 |
| 1980 | 9.100 |
| 1985 | 3,060 |
| 1990 | 7.100 |
| 2008 | 6.100 |

| País      | Reserves  |
| --------- | --------- |
| Xina      | 1.500.000 |
| Malàisia  | 250.000   |
| Perú      | 310.000   |
| Indonèsia | 800.000   |
| Brasil    | 590.000   |
| Bolívia   | 400.000   |
| Rússia    | 350.000   |
| Tailàndia | 170.000   |
| Austràlia | 180.000   |
| Altres    | 180.000   |
| Total     | 4.800.000 |

### Indústria
Les deu empreses més grans van produir la majoria de l'estany del món l'any 2007. No és clar quines d'aquestes empreses inclouen estany obtingut de la mina de Bisia, a Congo-Kinshasa, que està controlada per una milícia rebel i produeix unes 15.000 tones. Gran part de l'estany del món cotitza a la Borsa de Metalls de Londres (LME), de vuit països i amb disset marques.
| Empresa                | País      | 2006   | 2007   | % de variació |
| ---------------------- | --------- | ------ | ------ | ------------- |
| Yunnan Tin             | Xina      | 52.339 | 61.129 | 16,7          |
| PT Timah               | Indonèsia | 44.689 | 58.325 | 30,5          |
| Minsur                 | Perú      | 40.977 | 35.940 | −12,3         |
| Malay                  | Xina      | 52.339 | 61.129 | 16,7          |
| Malaysia Smelting Corp | Malàisia  | 22.850 | 25.471 | 11,5          |
| Thaisarco              | Tailàndia | 27.828 | 19.826 | −28,8         |
| Yunnan Chengfeng       | Xina      | 21.765 | 18.000 | −17,8         |
| Liuzhou China Tin      | Xina      | 13.499 | 13.193 | −2,3          |
| EM Vinto               | Bolívia   | 11.804 | 9.448  | −20,0         |
| Gold Bell Group        | Xina      | 4.696  | 8.000  | 70,9          |

## Història
L'extracció i la utilització de l'estany pot ser datada en els inicis de l'edat del bronze, al voltant del 3000 aC, quan es va observar que els objectes de coure fabricats a partir de menes constituïdes per minerals amb diferents continguts de metalls no tenien les mateixes propietats físiques. Els primers objectes de bronze tenien un contingut d'estany o arsènic inferior al 2%, per això es pensa que són el resultat d'un aliatge no intencional causat pel contingut de diferents metalls en el mineral de coure.
Aviat es va descobrir que l'addició d'estany o d'arsènic al coure augmentava la seva duresa i feia la fosa molt més fàcil, això va revolucionar les tècniques de treballar el metall i va portar a la humanitat de l'Edat del coure o Eneolític a l'Edat del bronze al voltant del 3000 aC. La primera explotació de l'estany sembla haver-se centrat en dipòsits de cassiterita de tipus placer (detrític).
La primera prova de l'ús d'estany per a la fabricació de bronze apareix en el Pròxim Orient i els Balcans al voltant del 3000 aC. Encara no és clar d'on s'extreia l'estany atès que els jaciments d'estany són molt rars i les proves de la mineria primerenca són escasses. A Europa les primeres zones on es va practicar la mineria de l'estany sembla que es troben a les Muntanyes Metal·líferes, a la frontera entre Alemanya i la República Txeca, i datarien del 2500 aC. D'allà l'estany hauria estat transportat al nord fins a la mar Bàltica i al sud fins a la Mediterrània seguint la ruta de l'ambre. El coneixement de la mineria de l'estany es va estendre des de les Muntanyes Metal·líferes a altres zones d'Europa i al voltant del 2000 aC comencen a aparèixer evidències de la mineria de l'estany a Bretanya, Devon i Cornualla i a la península Ibèrica. L'explotació d'aquests dipòsits es va veure incrementada quan van caure sota el control dels romans entre el segle iii aC i el segle i. La demanda d'estany va crear una gran i pròspera xarxa entre les cultures mediterrànies de l'antiguitat clàssica. Durant el període medieval, els dipòsits de la península Ibèrica i d'Alemanya van perdre importància, i en gran manera oblidats, mentre que els de Devon i Cornualla van començar a dominar el mercat europeu de l'estany.
A l'Extrem Orient, la veta d'estany que s'estén des de la província de Yunnan a la Xina fins a la península de Malaca va començar a ser explotada en algun moment entre el tercer i el segon mil·lenni abans de Crist. Els dipòsits de Yunnan no van ser explotats fins a aproximadament el 700 aC, però a l'època de la dinastia Han havien esdevingut la principal font d'estany de la Xina, segons els textos històrics de les dinasties Han, Jin, Tang i Song.
En altres zones del món la indústria de la mineria de l'estany es va desenvolupar molt més tard. A l'Àfrica, els pobles bantus van començar a extreure, fondre i exportar estany entre els segles xi i xv, A Amèrica l'explotació va començar al voltant de l'any 1000, i a Austràlia ho va fer amb l'arribada dels europeus en el segle xvii.

## Aplicacions
L'any 2006, aproximadament la meitat de la producció mundial d'estany va ser utilitzada per a soldar. La resta és dividida entre la galvanització amb estany, productes químics a base d'estany, llautó i bronze, i altres usos diferents.
A més del bronze esmentat es fa servir en tots aquests aliatges:
| - Aliatge de Harper - Aliatge de Lichtenberg - Aliatge de Lipowitz - Bronze de fòsfor - Galinstan - Metall Allan | - Metall de Babbitt - Metall de Britània - Metall de campanes - Metall de d'Arcet - Metall de Field - Metall de la reina | - Metall de Malotte - Metall de miralls - Metall de Rose - Metall de Wood - Minofor - Peltre |

L'estany té usos àmpliament difosos i intervé en centenars de processos industrials:
- S'usa en l'argentament de miralls.
- S'utilitza per disminuir la fragilitat del vidre, al estanyat de fils conductors i, aliat amb niobi, en la preparació de semiconductors.
- De manera menys freqüent també és usat en l'artesania com repussats. Sens dubte el seu ús popular més generalitzat és en les bobines per soldar.
- Es fa servir per fer bronze, que és un aliatge d'estany i coure.
- S'hi confecciona el paper d'estany i a més com a conservant d'aliments
- En una àmplia varietat d'aliatges amb altres metalls: amb plom ("'estany'" tou) per a fontaneria i automòbils, bronze ferrós, llautó lleuger, llautó industrial, llautó d'alta resistència, bronze de manganès, aliatges troquelables, metalls de coixinets, etc
- Els compostos d'estany s'usen per fungicides, tints, dentifricis (SnF₂) i pigments.
- Es fa servir també, en aliatge amb el titani, en la indústria aeroespacial i com a ingredient en alguns insecticides.
- L'aliatge amb plom és usada per fabricar la làmina dels tubs dels orgues.
- Com a revestiment protector del coure, del ferro i de diversos metalls usats en la fabricació de llaunes de conserva, encara que donada la facilitat amb què s'ataca per alguns àcids resulta no apte per a l'elaboració de moltes fruites i altres aliments.

## Perills
L'estany no té cap paper biològic conegut en els humans i els seus possibles efectes sobre la salut són objecte de discussió. L'estany en si mateix no és tòxic, però la majoria de les seves sals sí que ho són.

### Efectes toxicològics
Tant l'estany metàl·lic com els seus compostos orgànics i inorgànics, ja siguin formats de manera natural o en els seus usos industrials, pot produir efectes tòxics sobre el medi ambient i els éssers vius que s'hi exposen. L'estany és alliberat en el medi ambient per processos naturals i per les activitats humanes, com ara la mineria, la combustió de petroli i carbó, a més de les activitats industrials associades a la producció i usos de l'estany. L'estany metàl·lic quan es troba en l'atmosfera en forma gasosa s'adhereix a les partícules de pols, que poden ser mobilitzades per l'acció del vent, la pluja o la neu.
Quan s'allibera l'estany metàl·lic en el medi ambient, aquest es pot unir amb el clor, sofre o oxigen per formar compostos inorgànics d'estany, com ara el clorur d'estany, sulfur d'estany, o diòxid d'estany. Aquest tipus de compostos no poden ser degradats i només poden canviar la seva forma química, de manera que són adherits per terra i els sediments o són dissolts en l'aigua. Quan es combina amb el carboni pot formar compostos orgànics com ara dibutilestany, tributil d'estany i el trifenilestany. Aquest tipus de compostos poden ser acumulats en el sòl o en l'aigua, o ser degradats a compostos inorgànics per l'acció de la llum solar o els bacteris. El temps de permanència en el medi d'aquests compostos és variable en funció del compost, podent ser des de dies fins a mesos en l'aigua, i anys si es troben a terra. A causa de la forma química dels compostos orgànics d'estany, també poden bioacumular en ser assimilats pel metabolisme dels éssers vius, sofrint un procés de biomagnificació al llarg de les diferents xarxes tròfiques.

### Efectes sobre l'ésser humà
Les principals vies d'intoxicació amb estany en humans són:
- La ingestió d'aliments o begudes que es troben envasats en llaunes fetes amb estany, encara que la majoria de les que es troben actualment al mercat estan protegides mitjançant una laca protectora.
- Ingestió de peixos o mariscs que procedeixin d'aigües contaminades amb aquest metall.
- Contacte amb productes domèstics que continguin compostos d'estany, com alguns plàstics com ara el PVC.
- Respirar aire que contingui vapors d'estany o pols d'estany. L'estany metàl·lic en si no és molt tòxic per a l'ésser humà, ja que en el tracte digestiu no s'absorbeix de manera efectiva, però la inhalació dels vapors d'estany sí que és nociva per a l'aparell respiratori. La ingestió de grans quantitats de compostos inorgànics d'estany pot produir mals de panxa, anèmia, i alteracions en el fetge i els ronyons. La inhalació o la ingesta de compostos orgànics d'estany (com ara el trimetilestany i el trietilestany) pot interferir en el funcionament del sistema nerviós i el cervell. En casos greus, pot causar la mort. Altres compostos orgànics d'estany (com ara el dibutilestany i el tributilestany) afecten el sistema immunitari i la reproducció en animals, encara que això no s'ha avaluat encara en éssers humans.